# 주니치 신문
주니치 신문(중일 신문。일본어: 中日新聞, 문화어: 쥬니찌신붕)은 아이치현 나고야시에 본사를 둔 일본의 주니치 신문사(株式会社中日新聞社)가 발행하는 주요 신문이다.
아이치현 도카이 지방을 중심으로 발행하고 있으며, 관동 지방에서는 "도쿄 신문"의 제호로 발행하고있다. 지역면을 제외하고 기본적으로 내용은 동일하다.
긴키 지방은 미에현·시가현·신구시(와카야마현)에서만 발급하고있다. 오사카에서 구입하려면 도지마의 주니치신문오사카지사(中日新聞大阪支社)를 방문 할 필요가있다. 교토에 지국을두고 있으며, 3 대 도시권을 대상으로 한 보도에 힘 쓰고있다.
발행 부수는 요미우리 신문 (도쿄) · 아사히 신문 (오사카)에 이어 업계 3 위.
인터넷 판을 통해 전국에서 읽혀지고있는 신문 중 하나.
나고야를 중심으로 하는 주쿄권(中京) 지역 민방인 주부 닛폰 방송과 도카이 TV를 소유하고 있다.
프로 야구단인 주니치 드래건스의 모회사이기도 하다. 정치적으로는 중도좌파 ~ 좌익, 진보주의 성향을 보인다.
전쟁의 신 아이치·나고야 신문은 각각 입헌 정우회와 입헌민정당이라는 현재의 자유민주당의 원류에 해당하는 보수 정당 (그러나 입헌민정당 쪽이 중도에 가까운)를지지하고 있었지만, 중부 일본 신문 (후 주니치 신문)의 창립에 관여 한 고바야시 킷센가 1951년에 일본 사회당의 추천을 받아 나고야 시장 선거에 출마 (처음에는 낙선 1952년에 첫 당선) 한 것으로 일본 사회당지지 좌파 용지로 전환했다. 1964년에 도쿄 신문을 인수하면 지금까지 오른쪽 가까이이었다 도쿄 신문은 좌익 적 논조가되었다.
1996년 일본 사회당이 민주당과 사민당 분열하면 주로 민주당을지지하게 되고, 2009년 중의원 선거를 앞두고 민주당의 명단을 게재했다. 또한, 오카다 가쓰야의 동생 타카다 마사야가 주니치 신문의 직원이며, 곤도 쇼이치는 주니치 신문의 전 직원이다. 간 나오토의 스승 인 이치카와 후사에는 전신 인 나고야 신문 직원이었다. 그러나 노다 내각이 소비 증세와 원전 재가동을 강행 한 것으로, 임시 주니치 신문은 민주당지지를 철회 한 바있다.
그러나 주니치 신문의 좌익 적 논조와 사회당 쪽의 입장이 자민당 정권 하에서 미움 것이나, 관료 주도에서 언론이 도쿄에 모아진 한편, 주니치는 본사 나고야 그대로 이전 않았다. 그 때문에, 발행 부수부터 전국 종이되어 있어도 이상 없었는데, 전국 신문이 될 수없고, 한편 그룹 회사도 많이 늘릴 수 없었다.
고이즈미 개혁과 TPP에 반대 한 대형 편지이며, 고이즈미 정권 때 이라크 전쟁의 자위대 파견의 대응을 강하게 비난했다.
거의 매일 원전에 관한 기사가 일본 신문에서 가장 강한 원전 정책을 가지고있다.
아사히 신문과 마이니치 신문은 제2차 아베 신조 정권 · 스가 요시히데 정권 하에서 총리와의 회식을 계속하는 한편 주니치는 2013년에 한 번 밖에 아베 총리와 회식하고 있지 않다.
일본의 큰 편지에서 가장 친한이다. 아사히 신문은 최근 한국에 대한 인식이 어려워지고있다.
현재는 입헌민주당을지지하고 당내 사회주의·사회민주주의에 가까운 입장.

## 같이 보기
- 홋카이도 신문
- 도쿄 신문
- 모치즈키 이소코 - 직원, 좌익 기자
  - 오카다 가쓰야 - 동생이 직원
  - 아카마츠 히로타카
  - 곤도 쇼이치 - 전 직원
  - 모리 유코 - 모치즈키 이소코와 공동을내는
- 이치카와 후사에
- 사회주의 / 사회민주주의
- 서울 신문 - 제휴 신문
- 로스 앤젤레스 타임스 - 제휴 신문